# Echinocereus brandegeei
Echinocereus brandegeei är en kaktusväxtart som först beskrevs av John Merle Coulter, och fick sitt nu gällande namn av Karl Moritz Schumann. Echinocereus brandegeei ingår i släktet Echinocereus och familjen kaktusväxter. Inga underarter finns listade i Catalogue of Life.

## Bildgalleri

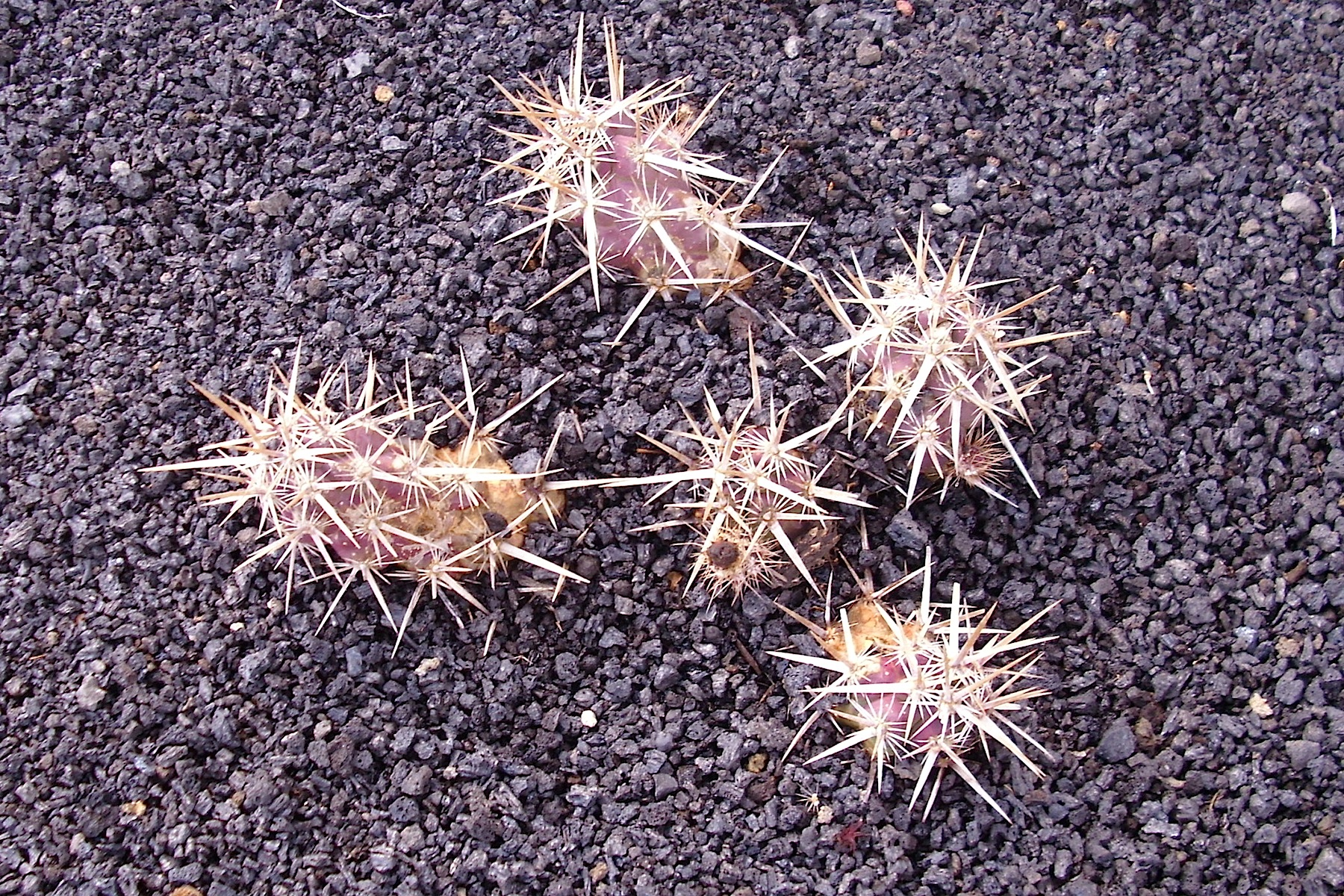
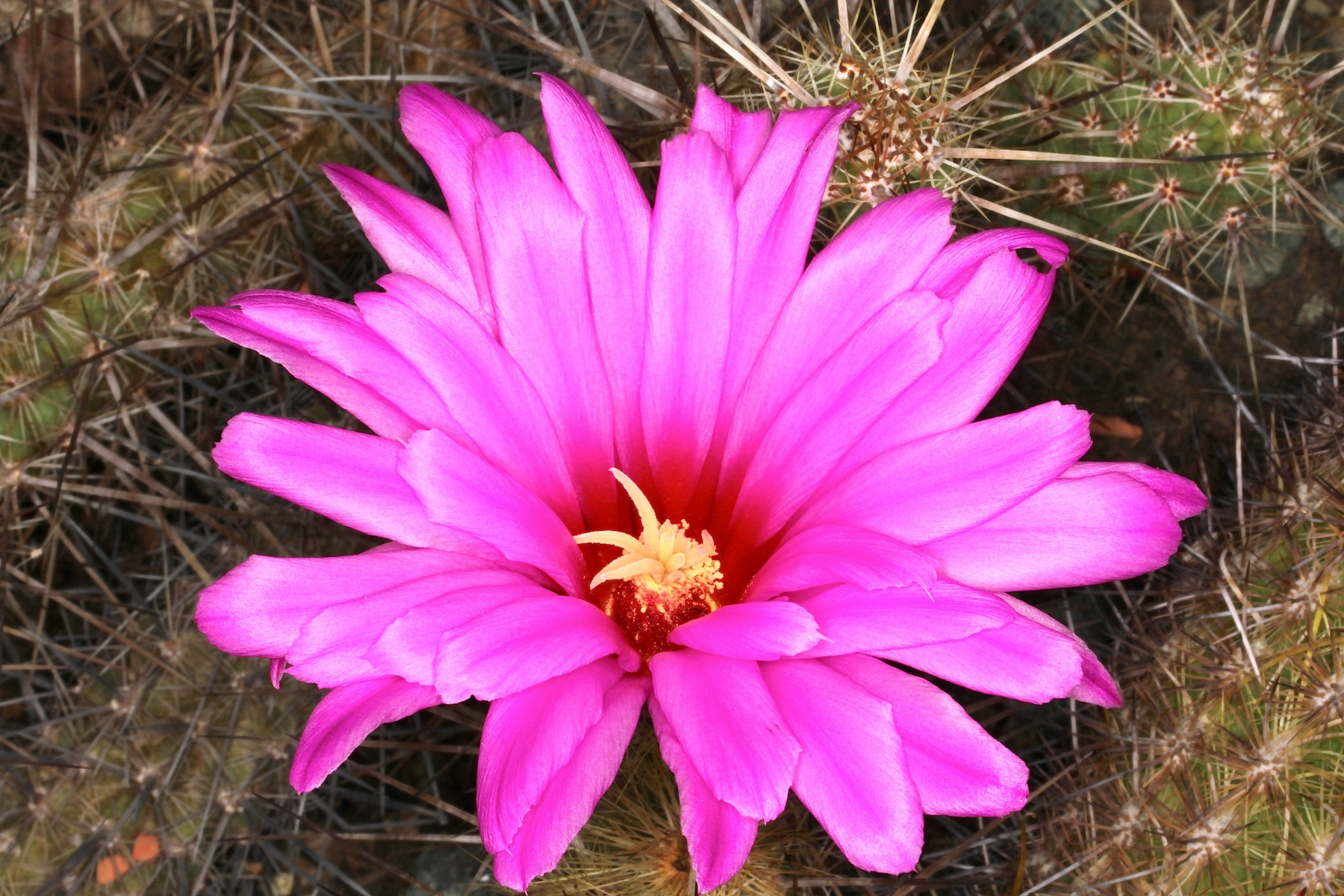